# Polyrhachis erosispina
Polyrhachis erosispina é uma espécie de formiga do gênero Polyrhachis, pertencente à subfamília Formicinae.